# Campionati mondiali under 23 di slittino 2016
I Campionati mondiali under 23 di slittino 2016, quinta edizione della manifestazione, si sono disputati il 30 e il 31 gennaio 2016 a Schönau am Königssee, in Germania, sul tracciato Deutsche Post Eisarena Königssee, all'interno della gara senior che ha assegnato il titolo mondiale assoluto 2016. Sono state disputate gare in tre differenti specialità: nel singolo uomini, nel singolo donne e nel doppio.

## Risultati

### Singolo uomini
La gara è stata disputata il 31 gennaio nell'arco di due manches e hanno preso parte alla competizione 20 atleti in rappresentanza di 12 differenti nazioni; campione uscente era il russo Aleksandr Peretjagin, non presente alla competizione, e il titolo fu conquistato dallo statunitense Tucker West, davanti agli austriaci David Gleirscher e Armin Frauscher, rispettivamente secondo e terzo.
| Pos. | Atleti                | Nazione     | Tempo    | Distacco |
| ---- | --------------------- | ----------- | -------- | -------- |
|      | Tucker West           | Stati Uniti | 1'40"181 |          |
|      | David Gleirscher      | Austria     | 1'40"224 | +0"043   |
|      | Armin Frauscher       | Austria     | 1'40"268 | +0"087   |
| 4    | Riks Kristens Rozītis | Lettonia    | 1'40"282 | +0"101   |
| 5    | Mitchel Malyk         | Canada      | 1'40"529 | +0"348   |
| 6    | Roman Repilov         | Russia      | 1'40"711 | +0"530   |
| 7    | Kevin Fischnaller     | Italia      | 1'40"928 | +0"747   |
| 8    | Dominik Fischnaller   | Italia      | 1'40"948 | +0"767   |
| 9    | Wojciech Chmielewski  | Polonia     | 1'42"308 | +2"127   |
| 10   | Emanuel Rieder        | Italia      | 1'42"329 | +2"148   |

### Singolo donne
La gara è stata disputata il 30 gennaio nell'arco di due manches e hanno preso parte alla competizione 21 atlete in rappresentanza di 13 differenti nazioni; campionessa uscente era la russa Ekaterina Katnikova, che ha concluso la prova al nono posto, e il titolo è stato pertanto vinto dalla tedesca Julia Taubitz, davanti alla statunitense Summer Britcher e alla russa Viktorija Demčenko.
| Pos. | Atlete              | Nazione     | Tempo    | Distacco |
| ---- | ------------------- | ----------- | -------- | -------- |
|      | Julia Taubitz       | Germania    | 1'41"555 |          |
|      | Summer Britcher     | Stati Uniti | 1'41"561 | +0"006   |
|      | Viktorija Demčenko  | Russia      | 1'41"608 | +0"053   |
| 4    | Emily Sweeney       | Stati Uniti | 1'42"239 | +0"684   |
| 5    | Sandra Robatscher   | Italia      | 1'42"418 | +0"863   |
| 6    | Andrea Vötter       | Italia      | 1'42"544 | +0"989   |
| 7    | Madeleine Egle      | Austria     | 1'42"579 | +1"024   |
| 8    | Katrin Heinzelmaier | Austria     | 51"521   | -        |
| 9    | Ekaterina Katnikova | Russia      | 51"713   | -        |
| 10   | Raychel Germaine    | Stati Uniti | 51"836   | -        |

### Doppio
La gara è stata disputata il 30 gennaio nell'arco di due manches e hanno preso parte alla competizione 12 atleti in rappresentanza di 6 differenti nazioni; campioni uscenti erano i russi Andrej Bogdanov e Andrej Medvedev, non ammessi alla competizione in quanto oltre i 23 anni di età, e il titolo è stato pertanto vinto dai polacchi Wojciech Chmielewski e Jakub Kowalewski, davanti agli italiani Florian Gruber e Simon Kainzwaldner e ai sudcoreani Park Jin-yong e Cho Jung-myung
| Pos. | Atleti                                | Nazione       | Tempo    | Distacco |
| ---- | ------------------------------------- | ------------- | -------- | -------- |
|      | Wojciech Chmielewski Kowalewski Jakub | Polonia       | 1'41"883 |          |
|      | Florian Gruber Simon Kainzwaldner     | Italia        | 1'42"350 | +0"467   |
|      | Park Jin-yong Cho Jung-myung          | Corea del Sud | 1'43"155 | +1"272   |
| 4    | Cosmin Atodiresei Ștefan Musei        | Romania       | 1'44"147 | +2"264   |
| 5    | Kristens Putins Kārlis Matuzels       | Lettonia      | 53"043   | -        |
| -    | Thomas Steu Lorenz Koller             | Austria       | DNF      | -        |

## Medagliere
| Posizione | Nazione       | Oro | Argento | Bronzo | Totale |
| --------- | ------------- | --- | ------- | ------ | ------ |
| 1         | Stati Uniti   | 1   | 1       | 0      | 2      |
| 2         | Germania      | 1   | 0       | 0      | 1      |
| 2         | Polonia       | 1   | 0       | 0      | 1      |
| 4         | Austria       | 0   | 1       | 1      | 2      |
| 5         | Italia        | 0   | 1       | 0      | 1      |
| 6         | Corea del Sud | 0   | 0       | 1      | 1      |
| 6         | Russia        | 0   | 0       | 1      | 1      |
| Totale    | Totale        | 3   | 3       | 3      | 9      |